# Каделл, Джин
Джин Каделл (англ. Jean Cadell, 13 сентября 1884, Эдинбург — 29 сентября 1967, Лондон) — британская актриса.

## Биография
Родилась в Эдинбурге в семье хирурга Фрэнсиса Каделла (1844—1909) и его жены Мэри Гамильтон Буало (1853—1907). Её старший брат Фрэнсис Каделл стал художником, член группы Шотландские Колористы. Каделл начала свою профессиональную сценическую карьеру в 1906 году с постановки «Генеральный инспектор» в лондонском театре «Скала». В 1911 году она дебютировала на Бродвее, а год спустя впервые появилась на Вест-Энде, где в дальнейшем сыграла ряд популярных ролей, специализируясь преимущественно на комедийных пьесах.
В 1912 году Каделл начала свою кинокарьеру, появившись в последующем десятилетии в нескольких немых фильмах. В эпоху немого кино актриса обычно играла темпераментных и эмансипированных женщин, а по мере взросления, в сочетании с её резкими чертами лица, ей чаще доставались роли едких старых дев или властных вдов. В 1935 году она снялась в голливудском фильме «Дэвид Копперфильд», однако её карьера в США дальнейшего развития не получила. После возвращения на родину актриса продолжала сниматься в кино до начала 1960-х годов, появившись за эти годы в таких фильмах как «Пигмалион» (1938), «Я знаю, куда я иду!» (1945), «Виски в изобилии» (1950), «Покойная Эдвина Блэк» (1951) и «Очень важная персона» (1961).
В 1910 году Каделл вышла замуж за актёра Персиваля Кларка, от которого родила сына Джона Каделла, ставшего театральным агентом Их брак продлился до его смерти в 1938 году. Их внуки, Саймон Каделл (1950—1996) и Селина Каделл (род. 1953), также стали актёрами.
Джин Каделл умерла в Лондоне 29 сентября 1967 года в возрасте 83 лет.